# Résidence Eden Green
La résidence Eden Green, construite par l'architecte Stanislas Jasinski en collaboration avec son assistant l'architecte Marc Van Oost, est un immeuble d'appartements d'après la Seconde Guerre mondiale, inauguré en 1968 à Uccle. C'est Jasinski qui commande la construction de cette résidence, via sa société anonyme « Général Building Corporation », mais ce sont les architectes Marc Van Oost et P. Pirenne, assistés de P. Böhne (dessinateur-architecte) qui signent et finalisent les plans.

## Localisation
La résidence est située aux numéros 11a-11b-11c-11d-11e de l'Avenue de l'Observatoire à Uccle. Cette avenue débute à l'intersection de la Chaussée de Waterloo et de l'Avenue De Fré et mène jusqu'à l'Observatoire royal de Belgique, situé sur l'Avenue Circulaire.
Son implantation parcellaire est assez singulière. Le projet s'implante perpendiculairement par rapport à l'Avenue de l'Observatoire, de façon à exposer les balcons plein sud et à s'écarter de l'espace de circulation automobile.
Le bâtiment est entouré d'un grand espace vert dont l'aménagement n'a pas beaucoup changé par rapport à son état initial.
La résidence est directement accessible depuis l’Avenue de l’Observatoire. Son accès a surtout été pensé pour la circulation automobile. Il y a différentes entrées : un premier accès du côté sud pour déposer quelque chose ou quelqu’un et un deuxième accès côté nord, qui se divise en deux, pour se garer dans les deux niveaux de parkings, se trouvant dans un socle au sous-sol de la résidence.
La résidence se situe à proximité de tout un ensemble de résidences qui a été construit dans l'ancienne propriété de la marquise Massoni-Errera. Cet ensemble a également été construit par Stanislas Jasinski et se situe Avenue Ptolémée.
La résidence Eden Green se trouve également en face d’une maison moderne construite en 1960 par les architectes Jacques Dupuis et Albert Bontridder  et à proximité de la maison personnelle de l’architecte Claude Laurens, située Avenue du Vert Chasseur, au numéro 11. Les appartements de la résidence offrent donc une superbe vue sur ce paysage, surplombent le bois de la Cambre et offrent un panorama sur la commune d’Uccle.

## Histoire

### Immeubles à appartements[3]
C'est en 1870 que les premiers immeubles à appartements voient le jour à Bruxelles, à la suite du voûtement de la Senne ainsi qu’à l'invention de l'ascenseur. Ces immeubles avaient généralement des commerces au rez-de-chaussée et se développaient surtout le long des nouveaux grands boulevards.
À l'époque des premiers immeubles à appartements, ils ne sont pas tout de suite reconnaissables car ils font la même hauteur que les hôtels de maitres, trois ou quatre niveaux maximums. Ce sont les développements du béton armé et des structures portantes en acier qui vont permettre la construction plus en hauteur et plus sécurisée.
La construction de ces nouveaux immeubles à appartements à Bruxelles est assez laborieuse. En effet, la population de l’époque assimile ces constructions aux classes sociales plus pauvres, car cohabiter avec d’autres gens crée de la promiscuité et donc, de l'inconfort.
Il faudra attendre la fin de la Première Guerre mondiale pour que les immeubles à appartements suscitent l'intérêt de la classe bourgeoise, notamment à la suite de la campagne de promotion de la Société Belge Immobilière.
C'est également à cette époque que va apparaitre le style moderne tentant de parvenir à un langage universel. C'est ce style qui formule la règle : « la fonction détermine la forme de la construction ». C'est à la fin des années vingt que les premiers immeubles modernistes se développent. « La lumière, l'air et l'espace occupent une place essentielle dans la philosophie des modernistes ». En effet, c'est ce qui fait le confort et l'innovation de ces nouveaux immeubles. Ces bâtiments sont particulièrement innovants car ils sont équipés d'éléments modernes tels que les sanitaires, les cuisines fonctionnelles, le chauffage central, le parlophone, l'ascenseur, etc. Ces nouveaux éléments sont donc des arguments de vente.
La vie en appartement est réellement considérée comme une forme de logement totalement moderne et novatrice.

### Résidence Eden Green
En 1962, l'architecte Stanislas Jasinski commande la construction de la résidence, via sa société anonyme la General Building Corporation. La parcelle sur laquelle la résidence va s'implanter est l'ancienne propriété de la famille Massoni-Errera. C'est donc sur une partie de cette parcelle d'un hectare que Jasinski va construire la résidence Eden Green, inaugurée en 1968.
La famille Errera résidait à Uccle depuis 1870, dans le haut de l’Avenue de Fré. C'est en 1871 que la construction du château Errera ou plus faussement appelé « Château du Vivier d’Oie » commence. Le Château Errera est décrit comme suit, dans l'ouvrage Ucclensia de 1986 : « De style éclectique, l'édifice se caractérisait par son opulente décoration typique du XIXe siècle, combinée avec un toit inspiré de la renaissance italienne et sommé de deux statues de femmes, un portique d'allure classique et sévère, des frontons de style classique couronnant les fenêtres du bel étage. La référence à l'architecture italienne s'explique évidemment par la nationalité du commanditaire, Giacomo Errera. Deux lions veillaient à l'entrée du domaine. Symboles de la puissance et de la conscience d’être capable de réaliser de grands desseins, ils sont très représentatifs de l'esprit des hommes du XIXe siècles, comme aussi l’intérieur du château, qui reflétait ce même goût du pouvoir. Par contre, la salle de billard décorée d'arcades, apparaissait beaucoup plus dans le style du XVIIe siècle ». Giacomo Errera épouse Marie Oppenheim et ils ont eu deux fils, Léo Errera en 1858 et Paul Errera en 1860. Léo Errera devient un botaniste célèbre et Paul Errera est juriste et il deviendra bourgmestre d’Uccle de 1912 à 1921. Ils ont tous les deux enseigné à l'ULB et Paul Errera a également été recteur. En 1905, c’est la veuve de Léo Errera qui hérite du domaine ainsi que ses enfants. Son fils, Alfred Errera a étudié à l’ULB et est devenu bourgmestre d’Uccle en 1944. C’est ensuite la fille de Léo Errera, Louise Errera qui sera la dernière propriétaire du domaine, avec son mari, Piera Massoni. En 1936, ils ont fait détruire le Château pour construire une maison campagnarde, décrite par un voisin comme étant la miniature du château. Et c’est en 1961 qu’ils vont vendre le domaine.
En janvier 1964, Jasinski entame les premiers échanges avec la commune d'Uccle, concernant la construction de la résidence. L'architecte leur a fait parvenir les premiers plans de la construction comprenant trois sous-sols, un rez-de-chaussée, un bel étage et six étages.
Avant la construction de la résidence Eden Green, un bâtiment existait déjà, les écuries du Château Errera, qu’il a fallu démolir.
La commune d'Uccle voulait améliorer l’angle de la voirie ainsi que maintenir le maximum d’arbres existants afin de ne pas dénaturer l’environnement.
Stanislas Jasinski obtient le permis de bâtir le 24 mars 1964. Celui-ci a été délivré à deux conditions : que les propriétaires cèdent une partie de leur terrain pour redessiner la courbe de l'avenue de l’Observatoire, et que la majorité des arbres de la propriété soient conservés. Pour tout arbre abattu, une amende devait être payée.
La finalisation des plans et la surveillance de l’exécution furent confiées aux architectes Marc Van Oost et P. Pirenne, assistés de P. Böhne, dessinateur-architecte.
Les plans initiaux de la résidence prévoyaient des rampes pour accéder aux appartements du premier niveau mais ces rampes n’ont pas été construites. Le bâtiment est constitué de cinq entités / unités d’habitations juxtaposées. On accède finalement aux appartements par les colonnes de circulations verticales, accessibles depuis le rez-de-chaussée. Initialement, un troisième niveau de sous-sol avait également été prévu mais n'a finalement pas été construit.
En août 1967, un deuxième dossier a été déposé à la commune de Uccle car les plans ont été légèrement modifiés par l’architecte Marc Van Oost. un étage technique a été rajouté avec des espaces habitables au huitième étage. Le permis de bâtir ne sera délivré qu’un mois après le début de la construction.  
En 1999, une partie de la résidence a été modifiée par le bureau d’architecture SCC Vulihman. Dans le cadre de cette transformation, une conciergerie, des locaux techniques et des parkings, des bureaux et des studios ont été aménagés dans le premier sous-sol.

## Architecture

### Unité architecturale
La résidence Eden Green est un immeuble à appartements d’après la Seconde Guerre mondiale, de style moderniste. 
L’immeuble est composé de onze niveaux : deux niveaux de sous-sols, un rez-de-chaussée de double hauteur et huit niveaux supérieurs dont un niveau sur le toit non visible de l’extérieur. 
Jasinski a tiré parti du dénivelé du terrain naturel : l'ensemble du bâtiment est posé sur un socle, semi-enterré, qui forme les deux niveaux de sous-sols, dans lesquels il y a la conciergerie, un local vélo, des locaux techniques, des caves, un bureau d’architecture et des parkings. Ce socle est recouvert d’herbe pour qu'il soit invisible et insonore de l’extérieur, selon la volonté de Stanislas Jasinski car pour lui la voiture ne devait pas être visible.[réf. nécessaire]
Le rez-de-chaussée, complètement vitré, possède donc cinq entrées, qui ne communiquent pas l'une avec l'autre physiquement mais bien visuellement. Ces entrées distribuent chacune les appartements par des colonnes de circulation verticale. Ces « noyaux » verticaux sont les éléments porteurs de l'immeuble, avec les piliers extérieurs du rez-de-chaussée et les murs des façades. L'aménagement intérieur de chaque appartement reste libre puisque les cloisonnements internes ne sont pas porteurs. C’est pourquoi les plans archivés au service d'urbanisme de la commune d'Uccle ne correspondent plus à la situation actuelle. Au fil du temps, les propriétaires successifs modifiant l'aménagement de leur appartement, celui-ci ne correspond généralement plus au dessin original.[réf. nécessaire] Il reste donc très peu d'appartements en leur pristin état. 
L'architecte, Stanislas Jasinski était très connu à l’époque et a construit de nombreux projets dans Bruxelles, notamment plusieurs à Uccle.
Dans les années 1920, Stanislas Jasinski part travailler à Paris et va rencontrer à plusieurs reprises Le Corbusier, qui aura une grande influence sur lui, durant toute sa carrière. Les étages posés sur des piliers et un rez-de-chaussée complètement vitré, cela apporte une transparence ainsi qu'une légèreté qui donnent véritablement une impression d'un bâtiment en lévitation. La résidence ayant été construite en 1968, c’est la période où Jasinski a manifestement poussé son inspiration corbuséenne à l’extrême. Cela se ressent donc dans l'expression de son architecture.[Interprétation personnelle ?]

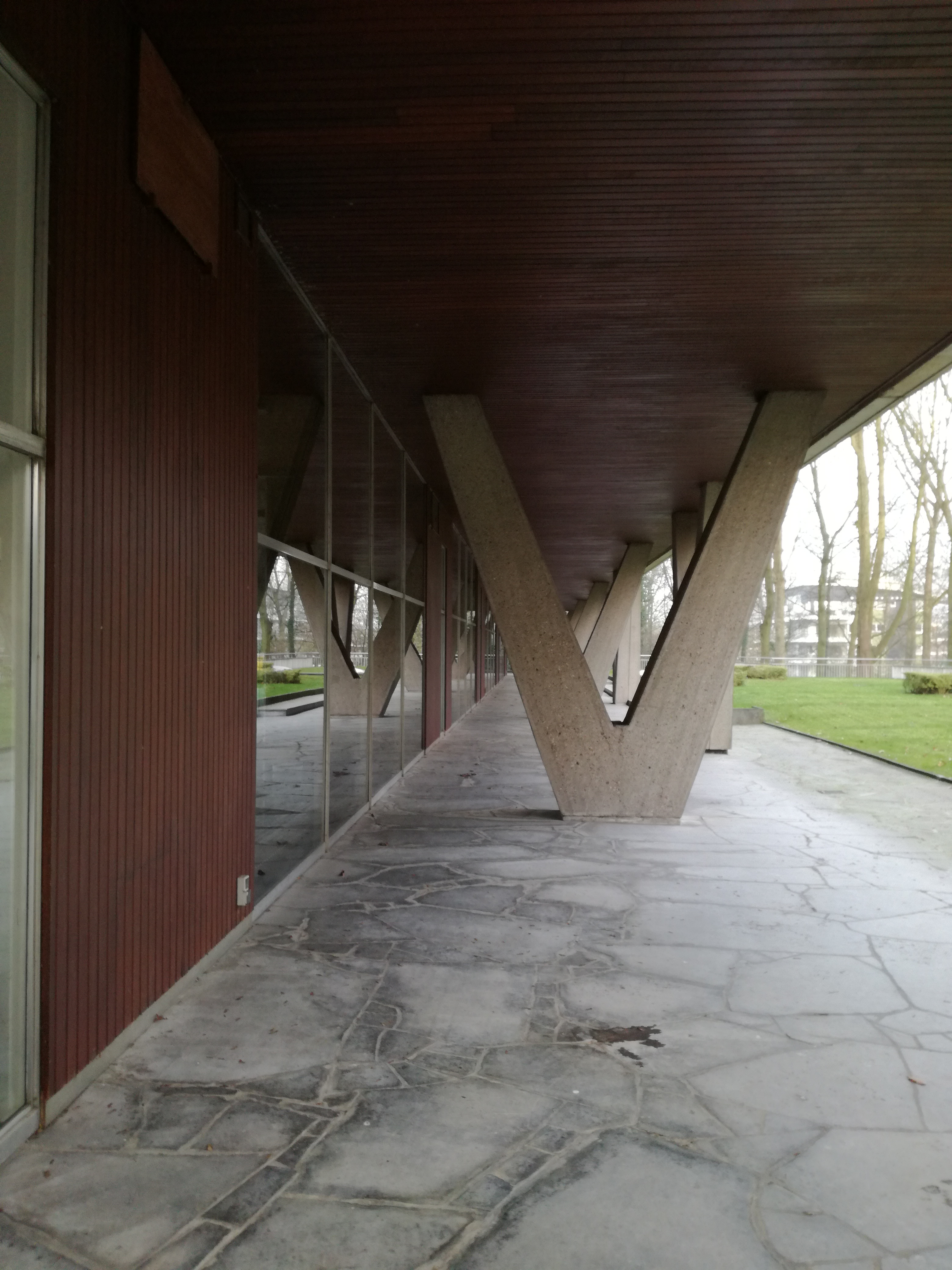
Piliers bipodes

### Matériaux extérieurs
La structure du bâtiment ainsi que les piliers bipodes sont en béton armé de finition  bouchardé.
La façade extérieure est en briques, peintes en blanc, qui est un matériau très répandu dans le style moderniste. « La peinture blanche des murs vise à donner à la maçonnerie l'unité d’une masse. En outre, contrairement à un plafonnage, la peinture permet de conserver un relief accrochant la lumière. »
La façade du socle, au nord est en pierre calcaire.
Sur la façade nord, des parties vitrées et des panneaux de teinte verte s'alternent dans des bandeaux continus marquant fortement l’horizontalité du bâtiment. Ces panneaux colorés, probablement de marque Eternit / Glasal, ont été très souvent utilisés dans les constructions des années 1960. Ce sont des panneaux sandwich avec peu d’isolation qui induisent des ponts thermiques dans les façades.
Sur l'ensemble du bâtiment, on relève également quelques éléments en lattages de bois, qui donnent du relief à la façade. Tenant compte de la superficie et du poids de ce lattage, l’essence de bois semble être du Méranti, matériaux courant, moins onéreux et léger.
Le rez-de-chaussée est très ouvert sur l’extérieur car il est complètement vitré, offrant une transparence à l'intérieur mais aussi à l'extérieur. Celle-ci est également renforcée par la continuité du matériau utilisé au sol. En effet, l’entièreté du sol du rez-de-chaussée, tant intérieur qu'extérieur, est composée d’un dallage en pierre bleue posé en « opus incertum ». Ces pierres bleues sont probablement des pierres bleues belges car elles présentent des traces de crinoïdes et de coquillages (fossiles apparents dans la surface des pierres) sur leur surface.
Les châssis d’origine sont à simple vitrage, en acier pour le rez-de-chaussée, en bois peint en blanc pour les étages, peut-être en chêne mais sans exclure le Méranti étant donné que c’est probablement ce matériau qui a été utilisé également pour le lattage de bois. La plupart des châssis aux étages ont été remplacés à cause d’infiltrations d’eau. Ceci concerne essentiellement les baies coulissantes donnant accès aux balcons. Il en reste néanmoins quelques-uns d’origine.

En renouvellement, les nouveaux châssis tentent d'imiter les anciens. On perçoit quand même les différences en façade : même si les formes et les couleurs ont été respectées, les nouveaux châssis présentent généralement des profils plus épais que ceux des anciens.

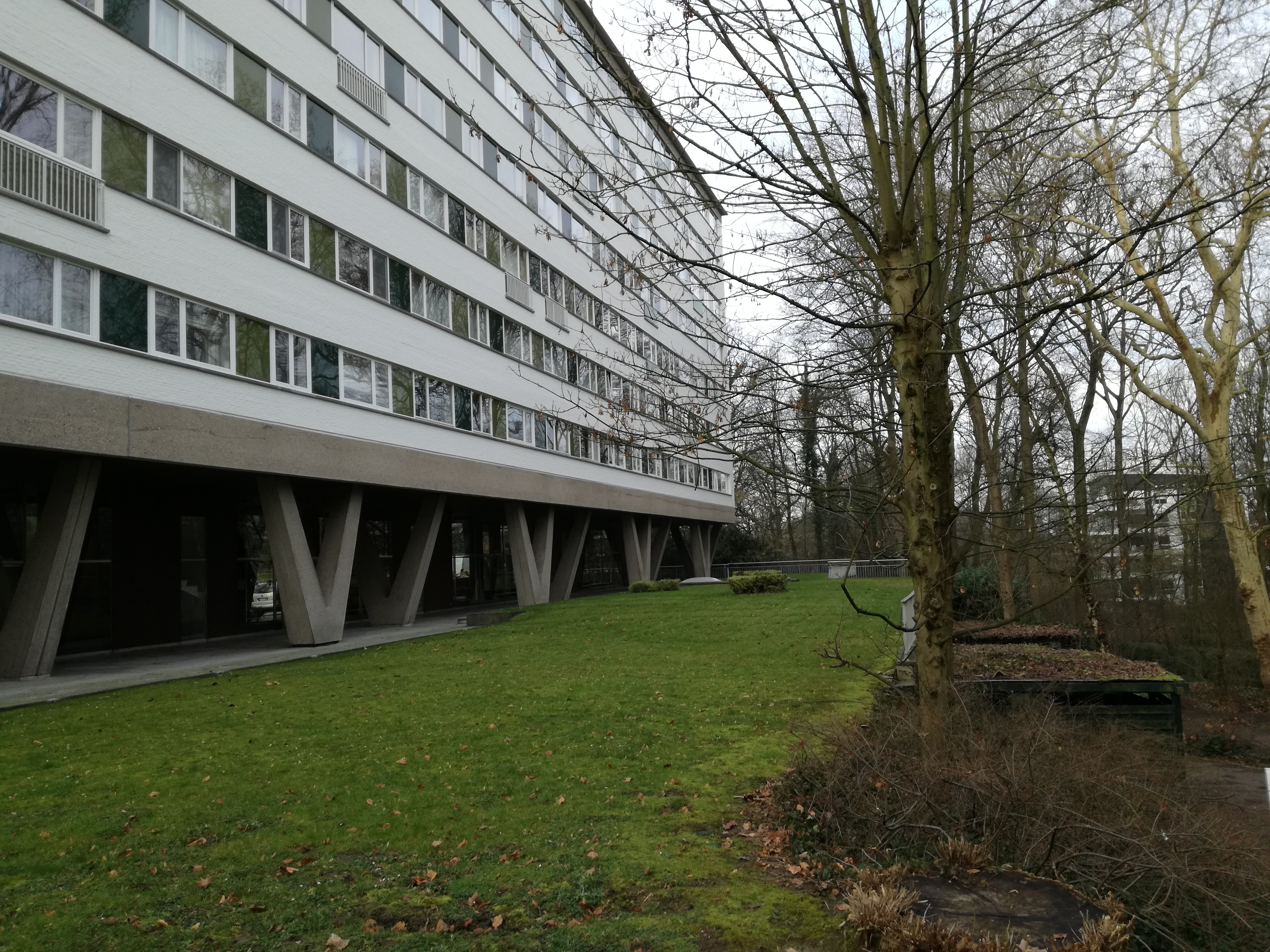
Façade Nord

### Matériaux intérieurs
Dans un appartement type, d'origine, selon l’organisation de ses espaces, les surfaces au sol sont recouvertes de différents matériaux. Tout d'abord, l'entrée de l’appartement est en dalles fragmentées de pierres bleues posées en « opus incertum », le même matériau que celui utilisé pour les entrées communes du rez-de-chaussée. Le sol de la cuisine ainsi que celui de la salle de bain sont en mosaïques de pâte de verre blanc. Les murs de la salle de bain sont en mosaïque de pâte de verre bleue. Le sol du séjour (salon et salle-à-manger) est un plancher de bois de chêne, posé en « arête-de-poisson ». Et les sols des espaces de nuit sont recouverts de tapis plain.
Les matériaux de finition, tout comme l’aménagement, sont choisis par les occupants, ils diffèrent donc d'un appartement à l’autre.
Dans un autre appartement gardé dans son état d’origine, on peut constater qu'il est resté dans un style très bourgeois et moderniste. En effet, les matériaux utilisés sont assez nobles. Il s'agit de marbre, utilisé dans les salles d’eau et dans les espaces de l’entrée. Dans le séjour, c’est de la moquette qui est utilisée au sol. Le sol des chambres lui, est en plancher en bois de chêne, posé en « arête-de-poisson ».

### Mobilier intérieur
Lorsqu'on[style à revoir] pénètre à l’intérieur du rez-de-chaussée, on[style à revoir] peut constater que les équipements : boites aux lettres, sonnettes, parlophones ainsi que les caches radiateurs ont été conservés dans leur état d’origine. Les luminaires ont été renouvelés et l’ascenseur a été mis aux normes tout en respectant son aspect d’origine et en gardant sa porte initiale.